# Mandokoro
Le mandokoro (政 所?) est l'organe directeur d'une importante famille ou d'un complexe monastique dans le Japon ancien. Ce nom est emprunté au service administratif du shogunat à l'époque féodale.
La première utilisation du terme remonte à l'époque de Heian, se référant à un organe de direction composé de membres de la famille royale et de kuge de haut rang (supérieur au ju-sammi). Par la suite, au cours des époques de Kamakura et Muromachi, l'exécutif principal du bakufu (bureau du shogunat) est appelé par ce nom.
Au cours du shogunat de Kamakura, le mandokoro régit l'administration et les finances. Autrefois appelée kumonjo, la date à laquelle il est renommé est objet de controverses. Il existe deux grandes dates proposées : 1191 ou 1185.
Le premier chef du mandokoro est Ōe no Hiromoto. Plus tard, un shikken ou un rensho occupe ce poste. Le poste de directeur général servant également de trésorier est détenu par le clan Nikaidō.
Pendant le shogunat de Muromachi, le mandokoro est le bureau de la finance et du processus des fiefs. Sauf à ses débuts, le poste de chef du mandokoro est détenu par des membres du clan Ise à partir de 1379.
Comme Kita no mandokoro (北政所?) (littéralement « Mandoko du Nord »), le mandokoro est également utilisé comme titre honorifique faisant référence à l'épouse du sesshō (régent) ou du kanpaku. L'épouse de Toyotomi Hideyoshi, par exemple, qui a le rang de kanpaku en 1586, est appelée Kita no Mandokoro (littéralement « Mandokoro du Nord »), et sa mère Ō-Mandokoro (littéralement « Mandokoro la grande »).
Au cours de l'époque de Heian, les épouses du kuge sont souvent appelées Kita-no-kata, (« Dame du Nord »), comme leur résidence est normalement située dans le complexe nord du palais.

## Source de la traduction
- (en) Cet article est partiellement ou en totalité issu de l’article de Wikipédia en anglais intitulé « Mandokoro » (voir la liste des auteurs).